# Јармина
Јармина је насеље и једино место истоимене општине у Републици Хрватској. Налази се у Вуковарско-сремској жупанији.

## Географија
Општина Јармина се налази у северозападном делу Вуковарско-сремске жупаније.
Општина граничи са 3 јединице локалне самоуправе, а то су: Општина Маркушица на северу, западу и истоку, Општина Иванково и Град Винковци на јужној страни.

## Становништво
На попису становништва 2011. године, општина, одн. насељено место Јармина је имала 2.458 становника.
По попису становништва из 2001. године, општина Јармина имала је 2.627 становника у једном насељу — Јармини.
До краја Другог светског рата, Јармина је била већински немачко село Hermann. После рата, становништво је избегло у Немачку, а село је насељено хрватским колонистима из хрватског Загорја и других крајева.

## Попис1991.
На попису становништва 1991. године, насељено место Јармина је имало 2.629 становника, следећег националног састава:
| Попис 1991.‍   | Попис 1991.‍  | Попис 1991.‍ | Попис 1991.‍ | Попис 1991.‍ |
| ------------- | ------------ | ----------- | ----------- | ----------- |
|               |              |             |             |             |
| Хрвати        | Хрвати       |             | 2.471       | 93,99%      |
| Срби          | Срби         |             | 49          | 1,86%       |
| Југословени   | Југословени  |             | 19          | 0,72%       |
| Муслимани     | Муслимани    |             | 3           | 0,11%       |
| Мађари        | Мађари       |             | 1           | 0,03%       |
| Црногорци     | Црногорци    |             | 1           | 0,03%       |
| неопредељени  | неопредељени |             | 26          | 0,98%       |
| непознато     | непознато    |             | 59          | 2,24%       |
| укупно: 2.629 |              |             |             |             |